# Фіфл
Фіфл (нід. Fivel) — колишня річка в нідерландській провінції Гронінген, яка впадала в Фівелбозем, затоку в гирлі Вестеремса. Річка отримувала воду з торф'яних боліт навколо Колхема та Слохтерена, протікала повз Волтерсум, Віттевірум і Тен-Пост, та петляла на північ від Вінневіра. Вона впадала в широкий естуарій Ватового моря. Гирло річки зникло в середні віки.
Частини русла річки можна розпізнати в поточних водних шляхах. Річка дала назву середньовічному ландшафту Фівелінго, який вперше згадується у восьмому столітті. Береги цієї колишньої річки все ще можна впізнати за рядами сіл на штучних житлових пагорбах.